# Erich Kliefert
Erich Hugo Fritz Kliefert (* 20. Juni 1893 in Berlin; † 30. Januar 1994 in Stralsund) war ein deutscher Maler, Grafiker und Restaurator.

## Leben und Karriere
Kliefert wurde im Juni 1893 als Sohn eines Töpfermeisters in Berlin geboren. Von 1909 bis 1910 absolvierte er eine Lehre in der Berliner Glasmalereiwerkstatt von Gottfried Heinersdorff. Von 1910 bis 1914 studierte er am Königlichen Kunstgewerbemuseum Berlin bei Max Kutschmann, Hermann Gehri und Emil Orlik.

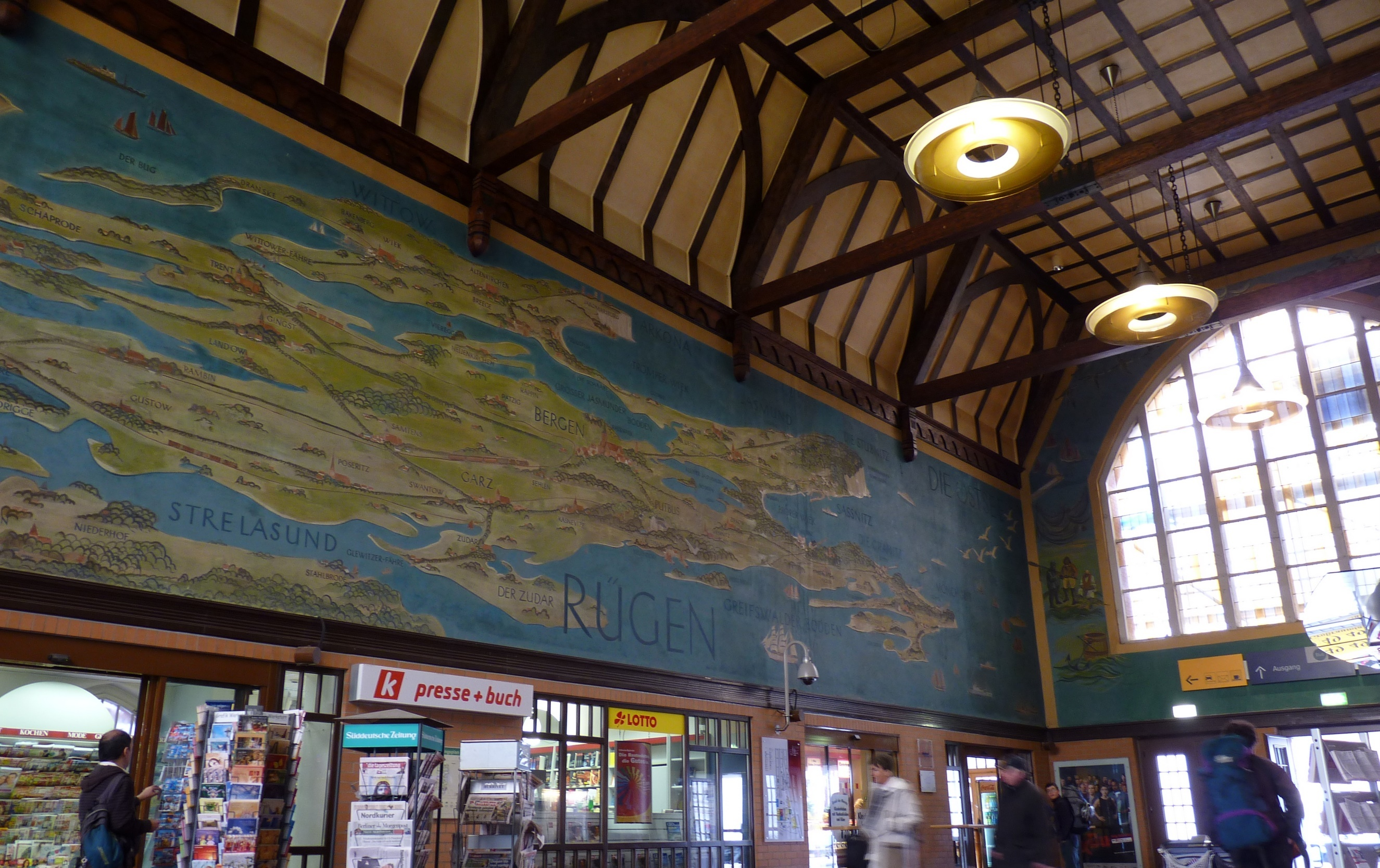
Wandbild „Rügen“ im Stralsunder Hauptbahnhof

Im Ersten Weltkrieg diente er von 1914 bis 1918 als Soldat in Polen und Frankreich. Nach Kriegsende besuchte Kliefert von 1919 bis 1921 die Unterrichtsanstalt des Kunstgewerbemuseums Berlin und der Staatlichen Kunstschule Berlins.
Ab 1921 war Erich Kliefert als Kunsterzieher, Grafiker und Maler tätig. Im Jahr 1924 zog er mit seiner Frau nach Stralsund, wo er als Zeichenlehrer an der Hansaschule am Sunde arbeitete. 1927 berichtete die renommierte Zeitschrift Kunst und Jugend über einen von Kliefert entwickelten „Kubus-Baukasten“, der geeignet sei „den Schülern gewisse Grundbegriffe über Architektur klarzumachen, ihr Gefühl für das Kubische zu entwickeln, sie anzuregen, selbst Bauten zu ersinnen, die sie beim Projektionszeichnen verwenden können.“ 1928 unternahm Kliefert mit Herbert Tucholski Studienreisen nach Italien.
In der Zeit des Nationalsozialismus war Kliefert obligatorisch Mitglied der Reichskammer der bildenden Künste, und er nahm an Ausstellungen teil, darunter nachweislich 1933 u. a. mit Herbert Tucholski, Otto Niemeyer-Holstein und Franz Radziwill in der Ausstellungsgruppe Die Gemeinschaft.
1935 malte Kliefert in der Haupthalle des Stralsunder Bahnhofs großformatige Ansichten seiner Wahlheimatstadt Stralsund sowie der Insel Rügen. Diese Werke sind heute noch erhalten. 1939 wurde er zum Studienrat ernannt. Im Februar 1945 noch zur Wehrmacht eingezogen, geriet er im April 1945 für elf Wochen in sowjetische Gefangenschaft. Heimgekehrt nach Stralsund, war er zunächst als kunstgewerblicher Arbeiter in einer Spielzeugfabrik und später als Restaurator tätig.
Nach 1946 war Erich Kliefert als Leiter von Kunstzirkeln beim Kulturbund sowie auf der Volkswerft Stralsund tätig. Er war bis 1961 zudem Abteilungsleiter an der Volkshochschule Stralsund und wirkte als Maler, Grafiker und Restaurator im Auftrag des „Instituts für Denkmalpflege Schwerin“. In dieser Zeit fertigte er u. a. Wand- und Deckenmalereien, Sgraffiti, Kachel- und Glasmalereien für öffentliche Gebäude in Stralsund sowie Buchillustrationen. Als Maler war er vor allem Landschafter. Mit dem Eintritt ins Rentenalter war er ab 1961 freischaffend tätig. Bis 1973 betreute er weiter für die Denkmalpflege restauratorische Arbeiten. Kliefert war Mitglied des Verbandes Bildender Künstler der DDR.
Seine letzten Arbeiten waren in den Jahren 1990 bis 1992 die „Berliner Skizzen“.
Seine Heimatstadt ernannte Kliefert im Jahr 1993 zum Stralsunder Ehrenbürger.
Werke Klieferts befinden sich u. a. im Kulturhistorischen Museum Stralsund.

## Familie
Erich Kliefert war seit dem 1. Oktober 1923 mit der Malerin Mathilde Kliefert-Gießen (* 14. Juli 1887 in Kiel; † 15. Januar 1978 in Stralsund) verheiratet. Mit ihr hatte er zwei Kinder, Brigitte Köhler-Kliefert (1924–2001) und Martin Kliefert (1928–2016), beide geboren in Stralsund.

## Ausstellungen (unvollständig)

### Personalausstellungen
- 1978, 1982 und 1993: Stralsund, Kulturhistorisches Museum
- 1986: Stralsund, Scheelehaus
- 1988: Stralsund, Dielenhaus (Stralsund)
- 1989: Berlin, Kleine Humboldtgalerie
- 1999: Berlin, Galerie am Gendarmenmarkt
- 2018/2019: Stralsund, Kulturhistorisches Museum

### Teilnahme an Ausstellungen
- 1933: Berlin und Chemnitz, König-Albert-Museum („Die Gemeinschaft“)
- 1934: Stettin, Städtisches Museum („Das Land am Meer. Pommersche Kunst der Gegenwart“)
- 1937: Stralsund, Stralsunder Museum (16. Kunstausstellung Rügen, „Landschaftsmalerei der Gegenwart“)
- 1956: Halle, Galerie Moritzburg („Deutsche Landschaft“)
- 1958: Stralsund („Nordostdeutsche Landschaft“)
- 1962: Grudziadz („Kunst und Landschaft“)
- 1972, 1974, 1979 und 1984: Rostock, Bezirkskunstausstellungen
- 1979: Stralsund, Kulturhistorisches Museum („Aquarelle aus fünf Jahrhunderten“)